# Kinuko Tanida
Kinuko Tanida (em japonês:  谷田 絹子; Osaka, 18 de setembro de 1939 – Toyonaka, 4 de dezembro de 2020) foi uma voleibolista do Japão que competiu nos Jogos Olímpicos de 1964.
Integrou a equipe japonesa que venceu o Campeonato Mundial de 1962. Também com a seleção nacional, conquistou a medalha de ouro no torneio olímpico em 1964, no qual atuou em cinco partidas.
Morreu em 4 de dezembro de 2020, aos 81 anos, de hemorragia cerebral.